# Kees Waaldijk
Cornelis (Kees) Waaldijk (Maarn, 1958) is een Nederlands jurist. Hij was hoogleraar aan de Universiteit Leiden.

## Opleiding en loopbaan
Waaldijk studeerde Nederlands recht aan de Erasmus Universiteit Rotterdam. Hij studeerde in 1982 af. Hij werd wetenschappelijk medewerker en vervolgens universitair docent aan de juist opgerichte juridische faculteit van de Rijksuniversiteit Limburg in Maastricht, waar hij in 1994 promoveerde op het proefschrift 'Motiveringsplichten van de wetgever'. Daarnaast deed Waaldijk onderzoek naar en adviseerde hij over homorechten. 
Vanaf 1987 tot 1998 werkte hij bovendien parttime als docent en onderzoeker aan de Universiteit Utrecht op het gebied van homorecht en mensenrechten.
In 1996 volgde de overstap naar de Rijksuniversiteit Leiden. In 2011 werd hij benoemd tot  hoogleraar aan het Grotius Centre van de Rijksuniversiteit Leiden met als leeropdracht: Comparative Sexual Orientation Law. Hij aanvaardde die leerstoel met de rede: 'the right to relate'. 
Waaldijk ontwikkelde de Global Index on Legal Recognition on Homosexual Orientation (GILRHO): vanaf circa 1960 is per jaar voor alle ongeveer 200 onafhankelijke staten opgenomen hoe (de-)criminalisering, anti-discriminatie en erkenning (van relaties, partnerschap, adoptie en huwelijk) zich ontwikkelen. De scores laten zien dat de in de tijd toenemende welvaart over het algemeen samengaat met decriminalisering, minder discriminatie en meer juridische erkenning, dus hogere scores, correlatie of causaliteit?
Waaldijk nam op 27 juni 2025 afscheid met de rede: ‘Same-sex love law: transnational trends’..
- Gemeinsame Normdatei: 1186076895
- International Standard Name Identifier: 0000 0001 0904 1245
- Library of Congress Control Number: n83136138
- Nationale Bibliotheek van Israël: 987007452563305171
- Nederlandse Thesaurus van Auteursnamen: 069332215
- Virtual International Authority File: 56698321